# بین رگبارها
بین رگبارها (به انگلیسی: Between Showers) فیلمی کوتاه و صامت، به کارگردانی هنری لرمن با بازی چارلی چاپلین و تولید سال ۱۹۱۴ می‌باشد.

## داستان
دزدی چتری را از پلیسی می‌دزدد. بر سر راه دختری را می‌بیند که به خاطر جمع شدن آب کنار خیابان نمی‌تواند به آنطرف خیابان برود. او چترش را به دختر می‌دهد و می‌رود تا چوبی بیاورد تا دختر با استفاده از آن به آنطرف خیابان برود. چارلی هم می‌رود تا چوب بیاورد. در این بین پلیسی، دختر را به آنطرف خیابان می‌برد. وقتی دزد چتر و چارلی با چوب برمی گردند، دختر را نمی‌یابند. دزد چتر به نزد دختر می‌رود و از او چترش را طلب می‌کند اما دختر چتر را پس نمی‌دهد و می‌گوید که مال خودش است. دزد چتر، به زور، چتر را از دختر می‌گیرد اما چارلی، چتر را از دزد چتر پس می‌گیرد و به دختر تحویل می‌دهد. اما وقتی دختر به او بی محلی می‌کند، چتر را از او می‌گیرد. دزد چتر می‌رود و پلیس می‌آورد. (همان پلیسی که چتر را از او دزدیده بود!) و پلیس وقتی چترش را می‌بیند، دزد را دستگیر می‌کند.

## بازیگران
- چارلی چاپلین - ولگرد
- فورد استرلینگ - دزد چتر
- چستر کانکلین - پلیس
- ادوارد نولان - پلیس جوانمرد
- اما بل کلیفتون - بانوی مضطرب
- سیدی لامپ - خانم دوست پلیس